# Вещь (журнал, Пермь)
«Вещь» — пермский литературный журнал. Выходит два раза в год.

## История
Пермский литературный журнал «Вещь» был учрежден в 2010 году пермскими писателями при участии издательства «Сенатор». Журнал выходит при поддержке Министерства культуры Пермского края. Миссия проекта — запустить и поддержать живой литературный процесс в Перми и крае. Помимо презентаций журнал устраивает мастер-классы и круглые столы, поддерживает региональные фестивали «Живая Пермь», «СловоNova» и «Текстура». Редакция журнала организует ежегодные поэтические чтения «Биармия».

## Редакция
Редакторы журнала Павел Чечеткин и Юрий Куроптев, издатель — Борис Эренбург.

## Отзывы
Несмотря на скромный возраст журнала, он упоминается в книге «Малая литературная энциклопедия» известного литературного критика и публициста Сергея Чупринина: «Свод видимой части айсберга под названием „Русская литература сегодня“ (некоторых пермяков (от Ю. Беликова до Л. Мульменко, от фонда „Юрятин“ до журналов „Вещь“) автор тоже заметил».
Местный журналист Дмитрий Чупахин в рецензии на последний номер журнала отмечает: «Привлекательны произведения старожилов пермского литературного цеха Киршина, Дрожащих и Лаврентьева. Новым именем пополнился поэтический сегмент — на страницах „Вещи“ состоялась премьера стихов школьницы Александры Шиляевой. Короткая подборка — возможно, самое примечательное место во всем журнале, потому что режет невооружённый взгляд».
Поэт Юрий Беликов критикует выбор редакции: «Когда впитываешь довольно объёмный текст, сплотивший волею составителей творения нередко полярных авторов (а <Вещь> один к одному формата и вместимости журнала <Юность>), часто, помимо хотения редакторов, возникают контрапункты, ставящие под сомнение, если не опровергающие навязанное соседство».

## Авторы
В журнале публиковались современные российские прозаики из Перми, Екатеринбурга, Москвы и других регионов страны: Юрий Асланьян, Семен Ваксман, Роман Мамонтов, Анатолий Королев, Леонид Юзефович, Нина Горланова, Вячеслав Букур, Алексей Рачунь, Алексей Черепанов, Стефан Савелли, Ольга Роленгоф, Марта Шарлай, Егор Завгородний и др. Поэты: Анна Бердичевская, Алексей Решетов, Владимир Лаврентьев, Антон Бахарев-Черненок, Павел Чечеткин, Ян Кунтур, Алексей Александров, Руслан Комадей, Роман Япишин и др. Драматурги: Гульнара Ахметзянова, Любовь Мульменко, Ярослава Пулинович, Сергей Имис, Александр Югов. Критики: Владимир Абашев, Марта Шарлай, Владимир Пирожников и др. Публицисты: Юлия Баталина, Кристина Суворова, Андрей Дербенев и др.